# 美禰東系統交流道
美禰東JCT（平假名：みねひがしジャンクション）是位於山口縣美禰市的中國自動車道與小郡萩道路之系統交流道。此系統交流道的擬定名稱為美東JCT（平假名：みとうジャンクション）

## 連接道路
- 中國自動車道
- 小郡萩道路（以此系統交流道作起點）

## 歷史
- 1974年7月31日 - 中國自動車道小月IC至小郡IC之間開通。
- 2010年3月20日 - 小郡萩道路美禰東JCT至十文字IC之間開通，此系統交流道也同時啟用。

## 收費站設施（美禰東收費站）
- 收費亭數目：4座
  - 中國道方向
    - 收費亭數目：2座
      - ETC：1座
      - ETC/一般：1座

  - 萩方向
    - 收費亭數目：2座
      - ETC：1座
      - ETC/一般：1座

## 鄰近設施
中國自動車道
(34)小郡IC/JCT（建設中） - 美東SA - (34-1)美禰東JCT - (35)美禰IC
小郡萩道路
(34-1)美禰東JCT/美禰TB - 十文字IC

## 相關項目
- 日本交匯處一覽

## 外部連結
- 西日本高速道路株式會社 （页面存档备份，存于）（日語）